# Michel Muller (humoriste)
Pour les articles homonymes, voir Michel Muller et Muller.
 (juillet 2016).
Si vous disposez d'ouvrages ou d'articles de référence ou si vous connaissez des sites web de qualité traitant du thème abordé ici, merci de compléter l'article en donnant les références utiles à sa vérifiabilité et en les liant à la section « Notes et références ».

Michel Muller est un humoriste, comédien, scénariste et réalisateur franco-autrichien né le 9 septembre 1966 à Vienne (Autriche).

## Biographie
Après avoir donné des cours de mathématiques pendant deux ans, Michel Muller se tourne définitivement vers le spectacle[Quand ?]. Ses premiers spectacles solo Surtout pas d'fleurs, Il vous aime et Pas tout noir, pas tout blanc, écrits avec Christophe Bergeronneau et Sophie Pincemaille, mis en scène par cette dernière, le font remarquer par son humour noir dépourvu de toute auto-censure[Selon qui ?]. Avant d'être recruté par Canal +, Michel Muller a bien failli officier[Selon qui ?] pour Michel Drucker. Mais les dirigeants de la chaîne l'ont censuré et le comique s'est envolé. En 1997, il obtient un rôle dans le film La voie est libre de Stéphane Clavier. Repéré par Canal+, il intervient en tant que chroniqueur dans l'émission Nulle part ailleurs, alors présentée par Nagui, pour une rubrique de 2 à 3 minutes intitulée Non, Fallait pas l'inviter et dressant un portrait outrageusement subversif de l'invité du jour. Il apparaît ensuite dans le film Wasabi aux côtés de Jean Reno, son premier grand rôle au cinéma. On pourra également le découvrir dans des comédies comme Taxi 2 ou Astérix et Obélix contre César. En comédien éclectique, il prête sa voix pour le pré-pilote de la bande dessinée Maurice et Patapon.
En 2005, il sort un premier long métrage La vie de Michel Muller est plus belle que la vôtre. Il fera aussi cette année-là une autre émission Et maintenant, qu'est-ce qu'on regarde ?, diffusée sur TPS Star.
Il a incarné à partir du 15 janvier 2007 Pierre Hénaut, médecin généraliste et maire sans étiquette d'une commune rurale, qui décide de se présenter à l'élection présidentielle de 2007, dans Hénaut Président, une série à l'humour corrosif, écrite en collaboration avec trois autres scénaristes, David Elkaim, Vincent Poymiro, et Antoine Benguigui. Elle a été diffusée sur Paris Première jusqu'à l’élection présidentielle de 2007, avec notamment de (vrais) journalistes jouant leur propre rôle dans cette parodie de télé-réalité[Qui ?].
En 2008, Il sort un nouveau DVD, Et Maintenant, Qu'est-ce Qu'on Regarde ?, composé de quarante sketches qui revisitent le septième art à la télévision avec loufoquerie et en compagnie de son acolyte Thierry Godard.
En 2011, il incarne le roi Charles VIII de France dans la série The Borgias.
Michel Muller est également producteur et réalisateur dans le milieu de la publicité.
En 2012, il réalise Hénaut Président, adaptation cinématographique de sa propre série, dans laquelle il tient également le premier rôle. Le film sera un échec.
En 2016, il joue dans la première saison de la série Baron Noir, avant de figurer en 2017 dans les films Jour J et La fête est finie.
En 2019 son agent ne répond pas aux questions de Télé Star sur la suite de la carrière de l’artiste.Il préparait à cette époque un film intitulé Dis lui que ta mère est morte.
En 2025, une rumeur annonçant son décès est démentie par son porte-parole.

## Filmographie

### Cinéma
- 1998 : Train de vie de Radu Mihaileanu : Yossi
- 1998 : Cuisine américaine de Jean-Yves Pitoun
- 1998 : La voie est libre de Stéphane Clavier : le chef de gare
- 1998 : Astérix et Obélix contre César de Claude Zidi : Malosinus
- 1999 : Taxi 2 de Gérard Krawczyk : Le père de l'enfant qui nait dans le taxi
- 1999 : Recto-verso de Jean-Marc Longval : Joël
- 1999 : Comme un poisson hors de l'eau d'Hervé Hadmar : Désiré
- 2000 : Promenons-nous dans les bois de Lionel Delplanque
- 2001 : Wasabi de Gérard Krawczyk : Maurice dit Momo
- 2002 : Fanfan la Tulipe de Gérard Krawczyk : Tranche-Montagne
- 2003 : Mauvais Esprit de Patrick Alessandrin : Simon Variot (voix)
- 2003 : Les Clefs de bagnole de Laurent Baffie : lui-même
- 2004 : Les Dalton de Philippe Haïm : le directeur de la Gulch City Bank
- 2004 : La vie est à nous ! de Gérard Krawczyk : La Puce
- 2004 : C'est pas moi, c'est l'autre d'Alain Zaloum : Marius
- 2005 : La vie de Michel Muller est plus belle que la vôtre de Michel Muller : lui-même
- 2006 : Le Guide de la petite vengeance de Jean-François Pouliot : Robert
- 2008 : Et maintenant, qu'est-ce qu'on regarde ? de Michel Muller
- 2008 : Leur morale... et la nôtre de Florence Quentin : Bricol
- 2009 : La Grande Vie d'Emmanuel Salinger : Félix
- 2011 : Peter de Nicolas Duval, d'après la bande dessinée de Régis Loisel (court-métrage) : Puce[4]
- 2012 : Hénaut Président de Michel Muller : Pierre Hénaut
- 2017 : Jour J de Reem Kherici : le policier déguisé
- 2017 : La fête est finie de Marie Garel-Weiss : le psy

### Télévision
- 1992 : Le Miel et les Abeilles (épisode 125)
- 1994 : La colline aux mille enfants de Jean Louis Lorenzi : Hugo
- 2000 : Non, Fallait pas l'inviter
- 2007 : Hénaut Président (série)
- 2009 : Tragédie Grouik  (court-métrage d'animation)
- 2010 : En chantier, monsieur Tanner de Stefan Liberski
- 2011 : Les Petits Meurtres d'Agatha Christie, épisode Cinq petits cochons
- 2011-2012 : The Borgias (série) : le roi de France Charles VIII
- 2016 : Baron noir (série) : Gérard Balleroy, industriel dunkerquois

## Théâtre (one-man shows)
- 1996 : Surtout pas d'fleurs, Café de la Gare puis Splendid et Pépinière Opéra
- 1999 : Il vous aime, Palais des glaces
- 2001 : Pas tout blanc, pas tout noir,  théâtre Déjazet